# Вязка (Гдовский район)
Вязка — деревня в Гдовском районе Псковской области России. Входит в состав городского поселения «Гдов» Гдовского района.
Расположена в 12 км к востоку от Гдова и в 1,5 км от левого берега реки Черма.

## Население
Численность населения деревни по оценке на 2000 год составляет 7 человек, по переписи 2002 года — 7 человек.

## История
До 2005 года деревня входила в состав ныне упразднённой Гдовской волости.